# Sajevče
Sajevče este o localitate din comuna Postojna, Slovenia, cu o populație de 38 de locuitori.